# Elezioni legislative in Portogallo del 2009
Le elezioni legislative in Portogallo del 2009 si tennero il 27 settembre per il rinnovo dell'Assemblea della Repubblica.
In seguito all'esito elettorale, José Sócrates, espressione del Partito Socialista, fu confermato Primo ministro.

## Risultati
| Partito Socialista                          | 2 077 238 | 37,73 | 97  |  |  |  |
| Partito Social Democratico                  | 1 653 665 | 30,04 | 81  |  |  |  |
| CDS - Partito Popolare                      | 592 778   | 10,77 | 21  |  |  |  |
| Blocco di Sinistra                          | 557 306   | 10,12 | 16  |  |  |  |
| Coalizione Democratica Unitaria (PCP - PEV) | 446 279   | 8,11  | 15  |  |  |  |
| Partito Comunista dei Lavoratori Portoghesi | 52 761    | 0,96  | –   |  |  |  |
| Movimento Speranza del Portogallo           | 25 949    | 0,47  | –   |  |  |  |
| Partito della Nuova Democrazia              | 21 876    | 0,40  | –   |  |  |  |
| Movimento Merito e Società                  | 16 924    | 0,31  | –   |  |  |  |
| Partito Popolare Monarchico                 | 15 262    | 0,28  | –   |  |  |  |
| Fronte Ecologia e Umanesimo                 | 12 405    | 0,23  | –   |  |  |  |
| Partito Nazionale Rinnovatore               | 11 503    | 0,21  | –   |  |  |  |
| Portogallo per la Vita                      | 8 461     | 0,15  | –   |  |  |  |
| Partito Laburista Portoghese                | 4 974     | 0,09  | –   |  |  |  |
| Partito Operaio di Unità Socialista         | 4 632     | 0,08  | –   |  |  |  |
| Movimento Partito della Terra               | 3 265     | 0,06  | –   |  |  |  |
| Totale                                      | 5 505 278 | 100   | 230 |  |  |  |
|                                             |           |       |     |  |  |  |
| Schede bianche                              | 99 086    | 1,74  |     |  |  |  |
| Schede nulle                                | 76 894    | 1,35  |     |  |  |  |
| Votanti                                     | 5 681 258 |       |     |  |  |  |

| Riepilogo dei seggi (+/- elezioni 2005) | Riepilogo dei seggi (+/- elezioni 2005) | Riepilogo dei seggi (+/- elezioni 2005) | Riepilogo dei seggi (+/- elezioni 2005) | Riepilogo dei seggi (+/- elezioni 2005) | Riepilogo dei seggi (+/- elezioni 2005) | Riepilogo dei seggi (+/- elezioni 2005) |
| --------------------------------------- | --------------------------------------- | --------------------------------------- | --------------------------------------- | --------------------------------------- | --------------------------------------- | --------------------------------------- |
|                                         |                                         |                                         |                                         |                                         |                                         |                                         |
| CDU                                     | 15                                      | ▲ 8                                     |                                         | BE                                      | 16                                      | ▲ 1                                     |
| PS                                      | 97                                      | ▼ 24                                    |                                         | PSD                                     | 81                                      | ▲ 10                                    |
| CDS-PP                                  | 21                                      | ▲ 9                                     |                                         |                                         |                                         |                                         |